# Matilda Ruta
Maja Matilda Alisa Ruta, tidigare Platzer, född 5 oktober 1982 i Katarina församling, Stockholms län, är en svensk illustratör och författare med inriktning mot barn- och ungdomsböcker. 
Ruta innehar stol nummer fem i Svenska barnboksakademin. Hon är utbildad vid Konstfack och debuterade 2015 som författare med Ninna och sjukhusfåglarna. 2016 nominerades hon tillsammans med Henrik Wallnäs till Augustpriset för boken Åka buss. Ruta illustrerade diplomet till 2020 års ALMA-pristagare.